# Борджгали

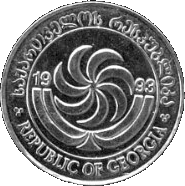
Борджгали на грузинской монете тетри.

Бо́рджгали (груз. ბორჯღალი) — национальный грузинский символ солнца и бесконечности. Имеет форму розетки, являющейся разновидностью свастики.
По одной из версий, слово происходит от мегр. ბარჩხალი (barčxali) — «сверкающий».
Наибольшее распространение в Грузии получило 7-лучевое борджгали, в котором 7 лучей обозначали 7 святых светил:
1. Мтоваре груз. მთოვარე (он же Камар груз. ყამარ) — Луна
2. Джума груз.  ჯუმა (она же Эрми груз. ერმი и Отарди груз. ოტარდი) — Меркурий
3. Мтиеби груз.  მთიები — Венера
4. Марихи груз.  მარიხი (она же ариан, таха) — Марс
5. Диа груз.  დია (она же Муштари груз. მუშთარი) — Юпитер
6. Зуали груз.  ზუალი — Сатурн
7. Арди груз.  არდი (он же Гелио груз. ჰელიო) — Солнце

## Галерея

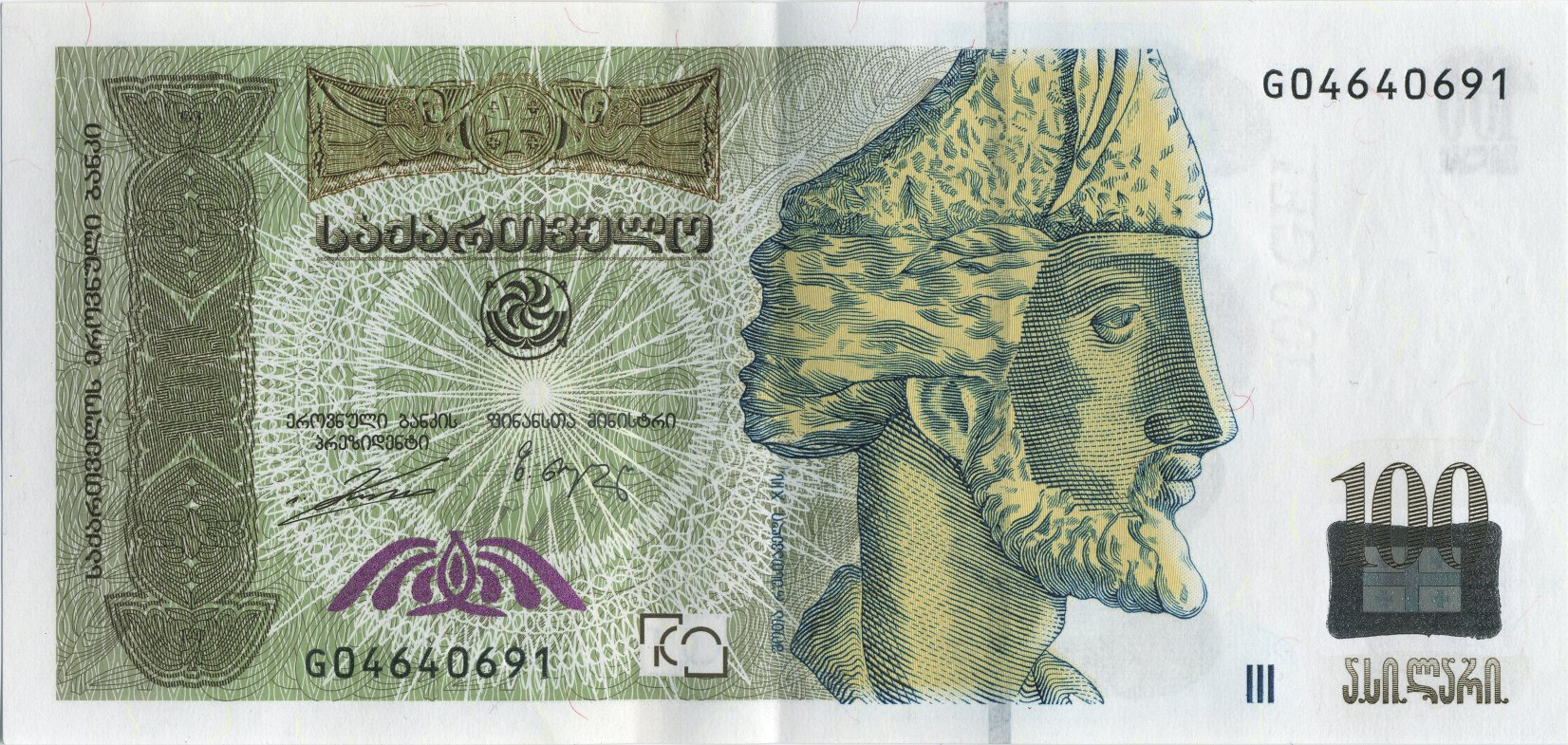
Борджгали на 100 лари
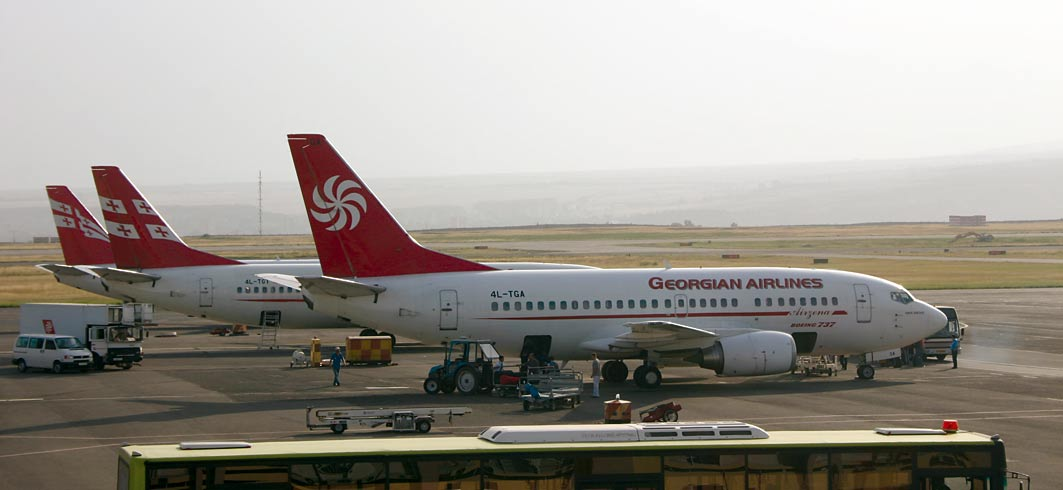
Борджгали на хвосте самолета Georgian Airways
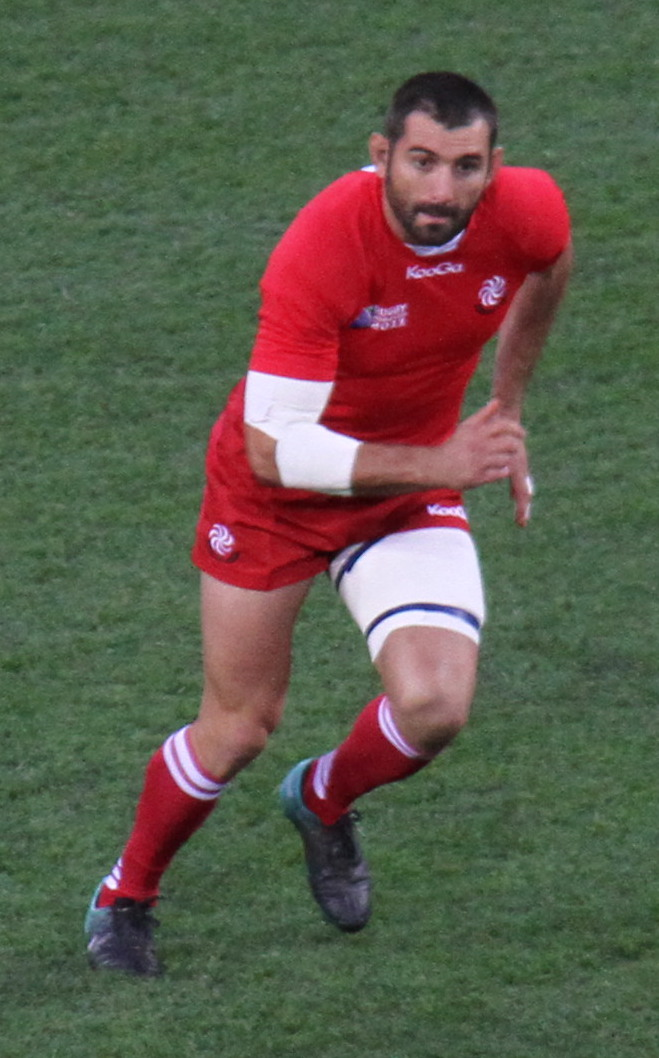
Борджгали на шортах и майке грузинского регбиста Тедо Зибзибадзе